# Булаково (Щолковський міський округ)
Булако́во (рос. Булаково) — присілок у складі Щолковського міського округу Московської області, Росія.

## Населення
Населення — 158 осіб (2010; 180 у 2002).
Національний склад (станом на 2002 рік):
- росіяни — 97 %